# استرومسبورگ (نبراسکا)
استرومسبورگ(به انگلیسی: Stromsburg) شهری در ایالت نبراسکا کشور ایالات متحده آمریکا است که جمعیت آن در سرشماری سال ۲۰۱۰ میلادی، ۱٬۱۷۱ نفر بوده‌است.